# Petar Rnkovic
Petar Rnkovic (Drammen, 28 novembre 1978) è un ex calciatore norvegese, di ruolo attaccante.

## Biografia
Rnkovic è un calciatore di origini montenegrine.

## Carriera

### Club
In giovane età, giocò come portiere. Nella prima stagione professionistica della sua carriera, fu schierato da terzino destro nell'Åssiden, nella 2. divisjon. Fu poi usato da esterno di centrocampo (o proprio in mezzo al campo), finché non fu schierato in attacco nell'ultimo periodo allo Hønefoss. Nel 2005 si legò al Mjøndalen, dove in una stagione realizzò 52 reti (46 in campionato e 6 in coppa), in 25 incontri (22 di campionato e 3 di coppa). Su di lui misero gli occhi diversi club, ma firmò per lo Strømsgodset. Fu utilizzato prevalentemente da sostituto nel 2006, anno che vide la promozione della squadra nella Tippeligaen. Nel 2007, passò al Randaberg. Dopo due stagioni in quella squadra, tornò al Mjøndalen.
Successivamente, si accordò con il Ružomberok, club di massima divisione slovacca. Il trasferimento arrivò proprio negli ultimi minuti di calciomercato e non poté essere convalidato. Rnkovic così firmò per il Grays Athletic, giocandovi dal 22 settembre 2009 al 2 gennaio 2010. Segnò già al debutto contro lo Stevenage, in un match che si concluse sull'uno a uno. La seconda rete per il club la siglò nel pareggio per due a due in casa del Barrow e quattro giorni dopo fu autore del gol della vittoria sul Tamworth.
Rnkovic lasciò il Grays Athletic dopo 3 reti in 7 apparizioni. Nel 2010, tornò allo Strømsgodset, militante nella Tippeligaen. A trentuno anni, così, poté effettuare l'esordio nella massima divisione norvegese: sostituì infatti Fredrik Nordkvelle nella sconfitta per tre a uno in casa del Lillestrøm. L'11 luglio arrivarono anche le prime reti: andò infatti a segno con una doppietta nel successo per due a zero in casa del Kongsvinger. Fu sua anche la rete che permise allo Strømsgodset di superare per cinque a quattro il Lillestrøm nell'ultima gara del campionato 2010. Giocò anche uno spezzone della finale di Coppa di Norvegia 2010, vinta per due a zero sul Follo: subentrò a Jo Inge Berget.
A fine stagione, rimasto svincolato, tornò al Mjøndalen. Al termine del campionato 2011, il suo contratto giunse alla scadenza. Il 10 aprile 2012 fu ufficializzato il suo accordo con gli islandesi del Breiðablik. Ad aprile 2013, si accordò con l'Arendal.

## Palmarès

### Club

#### Competizioni nazionali
- Coppa di Norvegia: 1

Strømsgodset: 2010